# Národopisné muzeum Slánska v Třebízi
Národopisné muzeum Slánska v Třebízi je muzeum, které je zaměřeno na lidovou architekturu. Muzeum tvoří soubor staveb na návsi v Třebízi, které dokumentují život na venkově na Slánsku do přelomu 19. a 20. století.
Jedná se o statek, kostel, vejminek, obchod nebo rodný dům Václava Beneše Třebízského. Muzeum bylo založeno v roce 1975 jako součást Vlastivědného muzea ve Slaném.

## Stavby muzea
- Cífkův statek (čp. 1) je hospodářská usedlost, jejíž stavební jádro pochází z konce 16. století. Statek má barokní štít a bránu na severní straně návsi a hospodářské budovy kolem dvora. Statek slouží jako stálá expozice vývoje lidové architektury a zemědělství na Slánsku. V budově se dochovaly pozdně gotické portály a kamenné ostění okna u špýcharu. V přízemí obytné části se zachovala šenkovna a černá kuchyně. V patře je představen obytný pokoj statkáře.

- Šubrtův statek (čp. 2) z počátku 19. století. Tvoří technické zázemí muzea, v hospodářských budovách jsou umístěny muzejní depozitáře a konzervátorská dílna.

- Selská usedlost (čp. 4) představuje interiér vesnického obchodu se smíšeným zbožím. Jeho vybavení pochází z obce Stehelčeves.

- Ševcovna (čp. 64) je umístěná v chalupě u statku čp. 10 a představuje bydlení chudšího venkovského obyvatelstva z 19. století, v tomto konkrétním případě švece.

- Výměnkářská chalupa (čp. 63) z 1. poloviny 19. století patří ke statku čp. 11. Součástí chalupy je kozí chlívek a malý špýchar se sklípkem. Interiér je zařízen jako obydlí z počátku 19. století.

- Rodný dům Václava Beneše Třebízského (čp. 19) je řemeslnický domek, ve kterém je od roku 1904 umístěný památník V. B. Třebízského. V přízemí se nachází obytná místnost. V komoře v patře jsou vystaveny památky připomínající život a dílo spisovatele. O založení památníku se zasloužil Jindřich Šimon Baar, tehdejší farář v sousedních Klobukách.[2]

- Barokní kostel sv. Martina z roku 1754 na návsi. V kostele se nachází pozdně barokní oltář s obrazem sv. Martina. Poblíž kostela je na návsi dřevěná zvonička se zvonkem z roku 1932.

- Na návsi se také nachází výklenková barokní kaple Nejsvětější Trojice z 18. století. Součástí kaple je kašna.

## Galerie

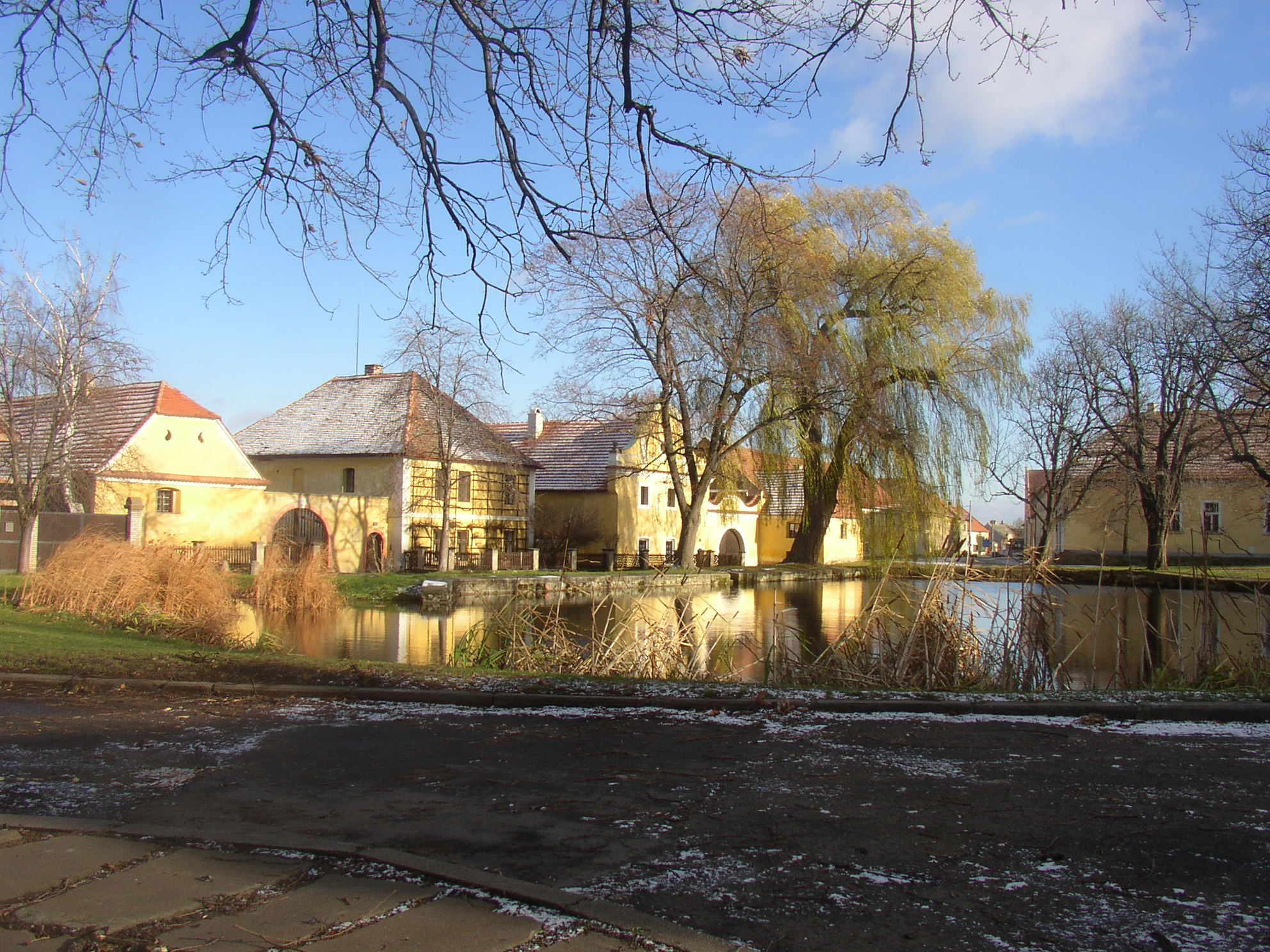
Cífkův a Šubrtův statek
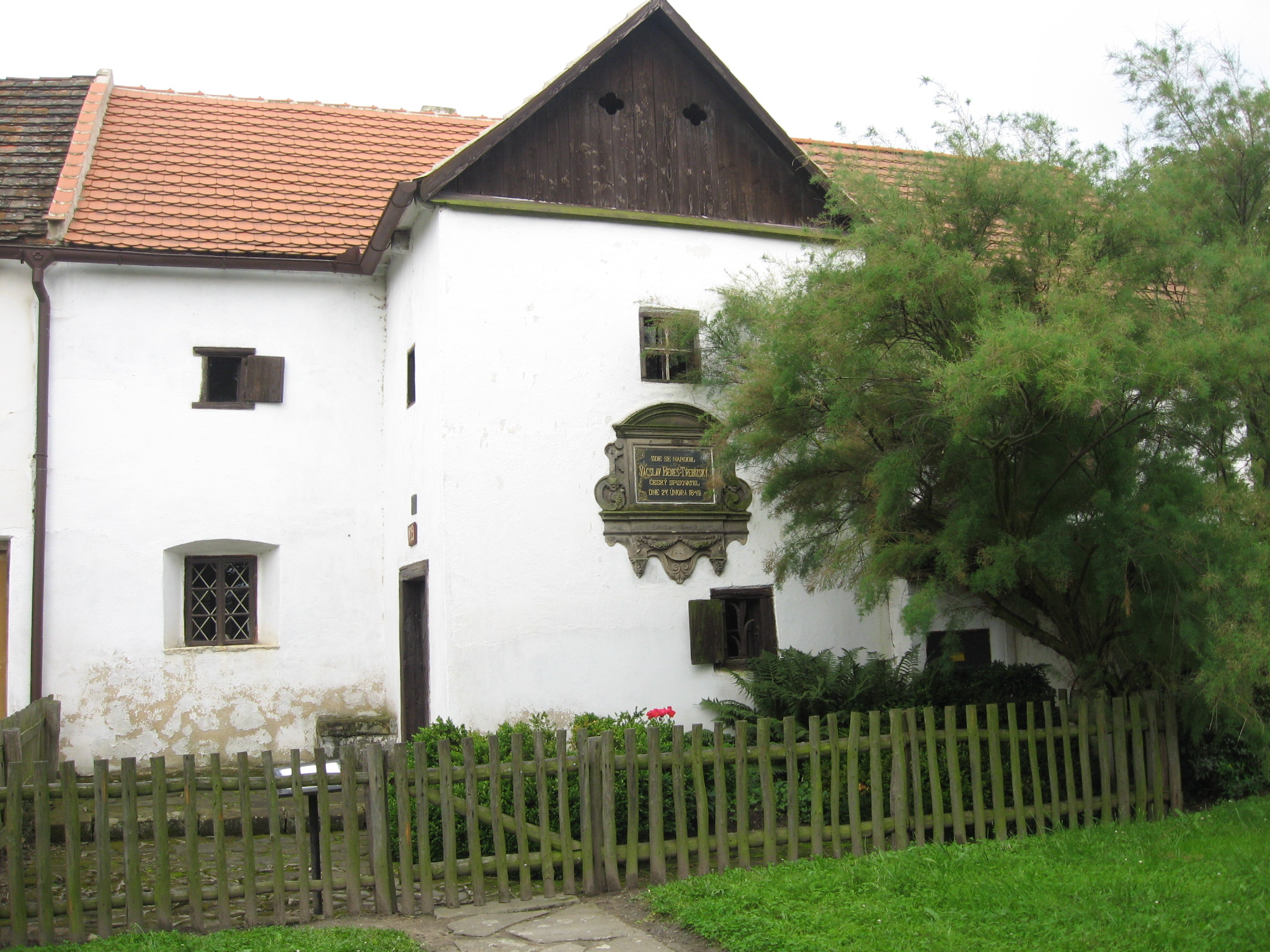
Rodný dům Václava Beneše Třebízského
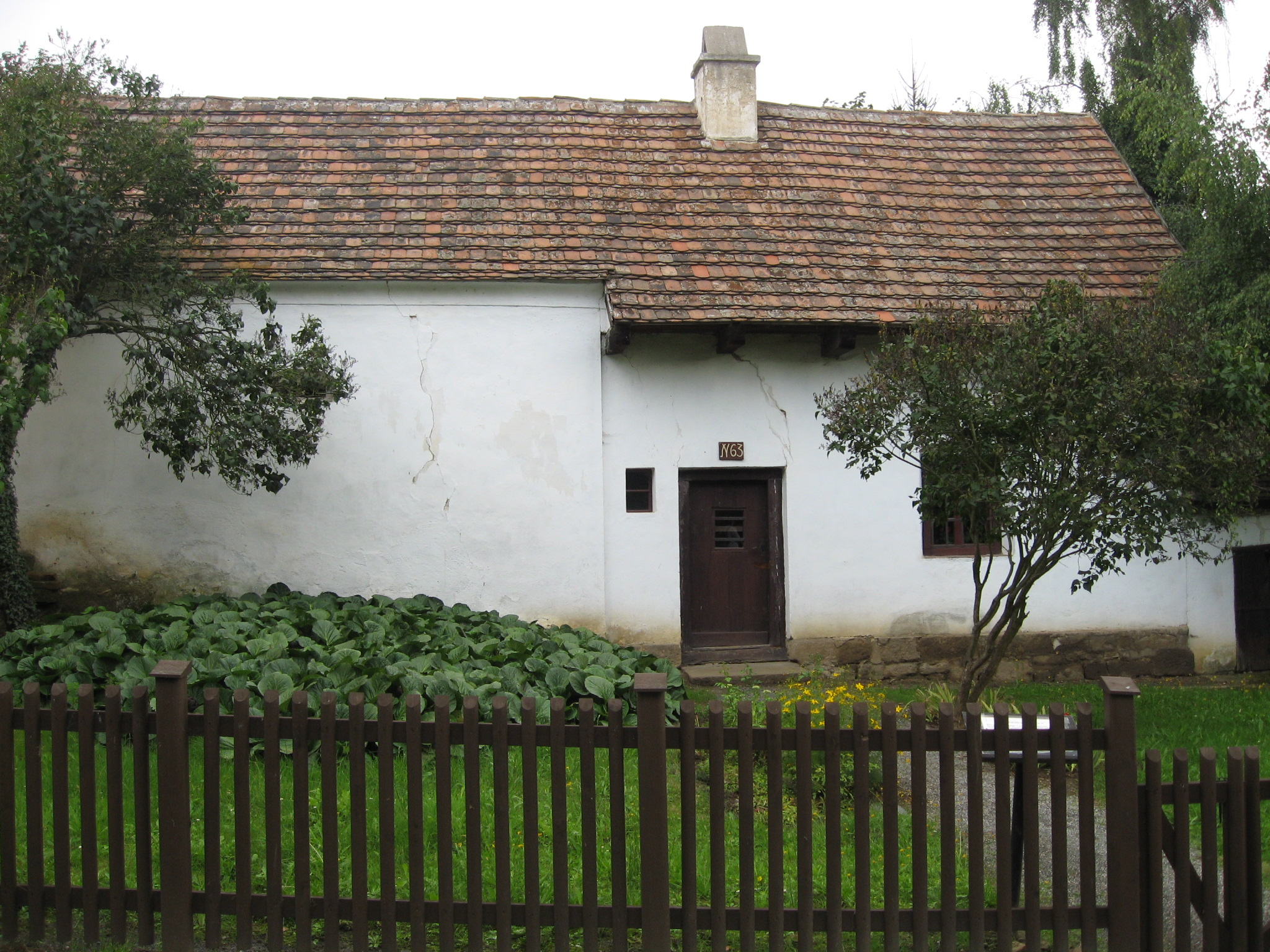
Výměnkářská chalupa čp. 63
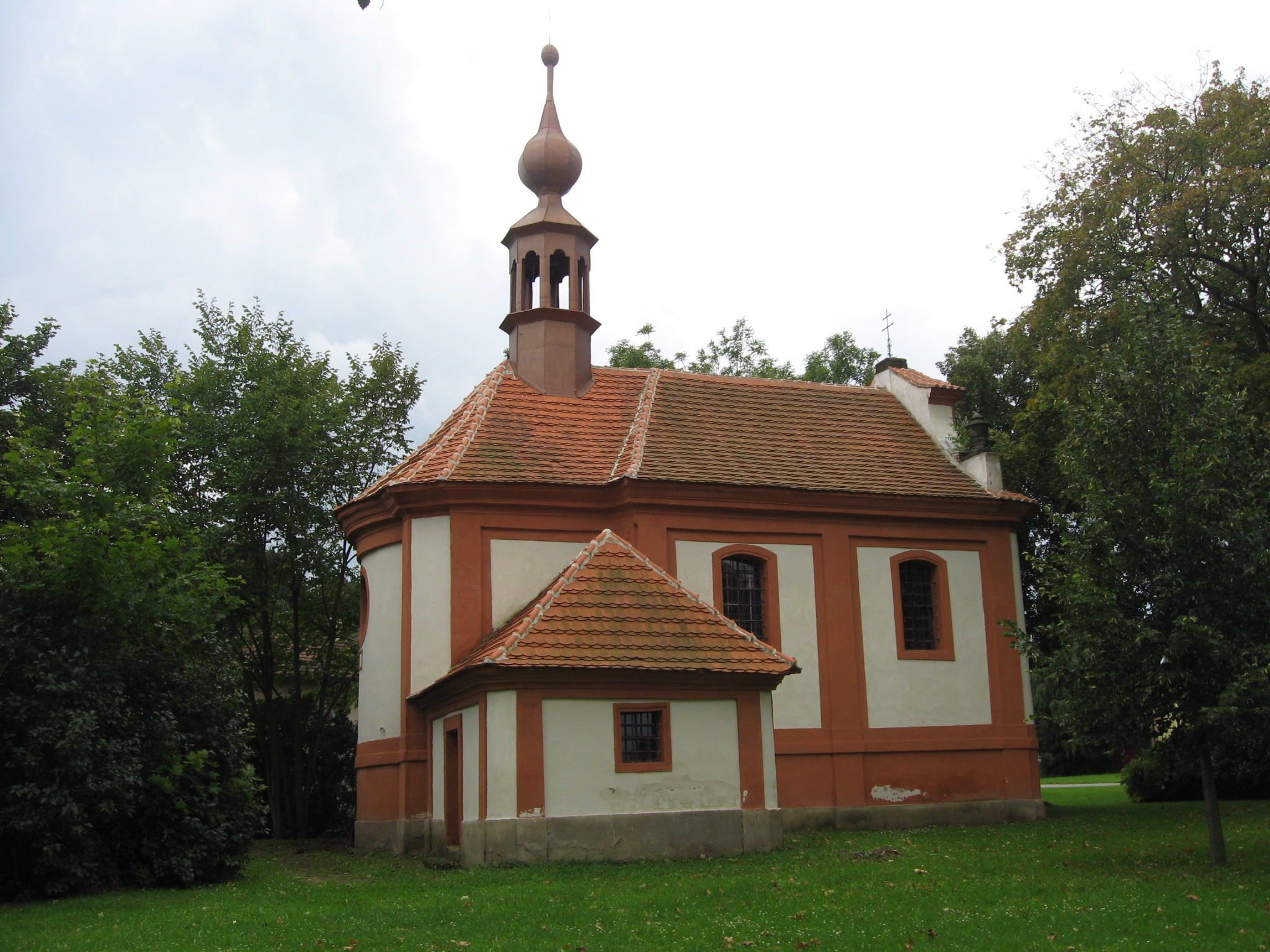
kostel sv. Martina
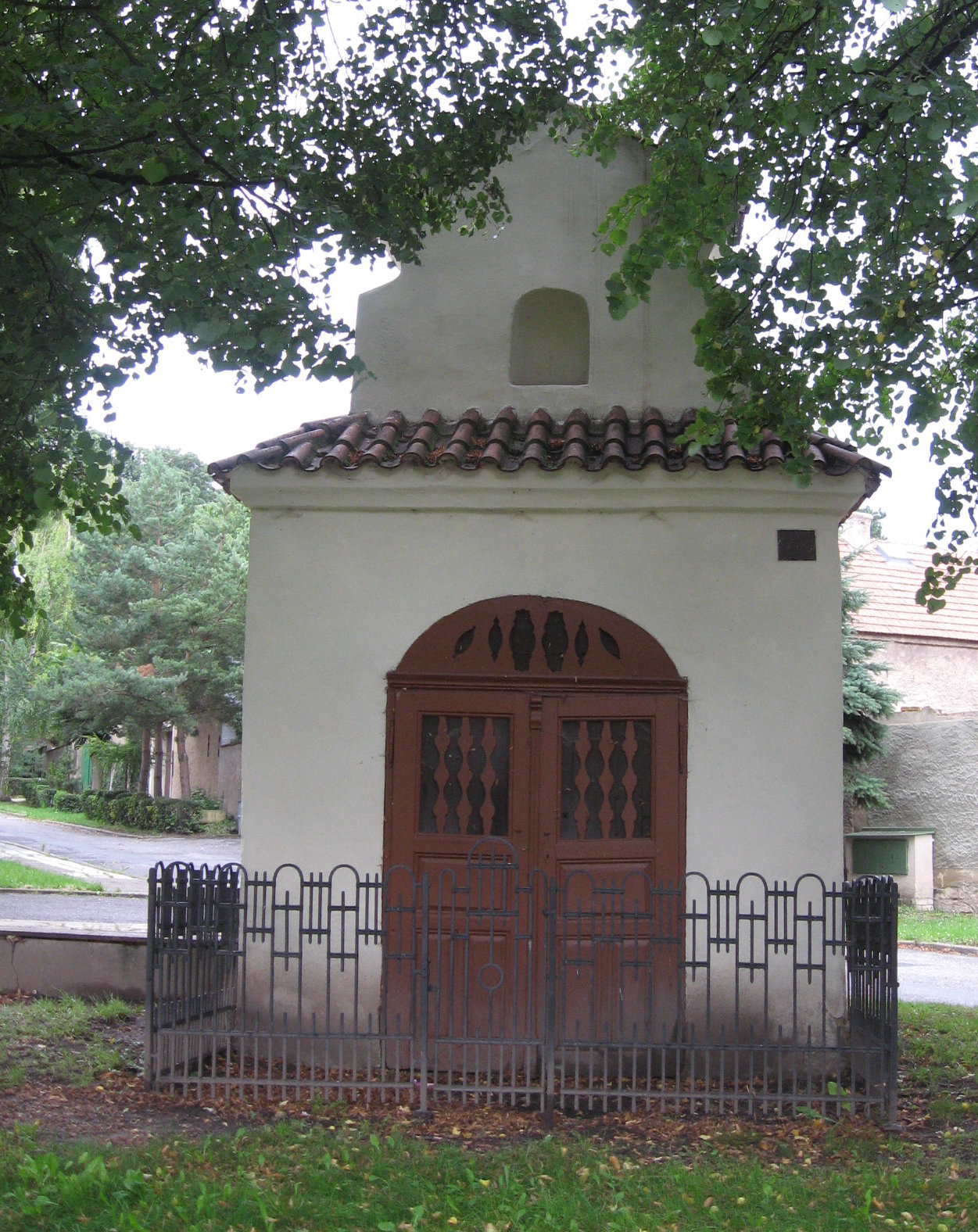
kaple Nejsvětější Trojice